# 5106 Mortensen
5106 Mortensen è un asteroide della fascia principale. Scoperto nel 1987, presenta un'orbita caratterizzata da un semiasse maggiore pari a 3,0212964 UA e da un'eccentricità di 0,1230955, inclinata di 10,85861° rispetto all'eclittica.